# 佐賀市立小中一貫校北山校
佐賀市立小中一貫校北山校（さがしりつしょうちゅういっかんこうほくざんこう）は、佐賀県佐賀市富士町中原にある市立の小中一貫校。

## 概要
歴史
小学校は明治に創立した小学校3校（温知・上無津呂・栗並）が1901年（明治34年）に統合されて開校。中学校は1947年（昭和22年）創立。2008年（平成20年）に、小・中学校を統合の上、小中一貫校となった。
校章
- 小学部 - 五芒星（☆）を背景にして、中央に校名の「北山」の文字（縦書き）を配している。
- 中学部 - 羽ばたく鳥の絵を背景にして、中央に「北」の文字の上に、白抜きの「中」の文字を重ねている。
- 小中一貫校のシンボルマーク - 「北」の文字を図案化したデザインとなっている。

校歌
- 小学部 - 1959年（昭和34年）制定。作詞は腹巻紫浪、作曲は陶山聡による。歌詞は3番まであり、各番の歌詞中に校名の「北山の小学校」が登場。
- 中学部 - 1959年（昭和34年）制定。作詞は腹巻紫浪、作曲は陶山聡による。歌詞は3番まであり、各番の歌詞中に校名の「北山中学校」が登場。
- 小中一貫校のシンボル歌 - 2008年（平成20年）制定。作詞・作曲ともに木原慶吾による。歌詞は2番まであり、両番の歌詞中に校名の「北山」が登場。

通学区域
佐賀市富士町のうち、「大字大串、大字大野、大字上無津呂、大字栗並、大字下無津呂、大字中原、大字麻那古」。これに加えて、中学部は佐賀市立北山東部小学校（大字古場、大字上合瀬、大字下合瀬、大字関屋（1～1270番地）、大字藤瀬）を卒業した生徒も通っている。

## 沿革
前史
- 1873年（明治6年）12月 - 「大野小学校」が創立。
- 1874年（明治7年）8月 - 「上無津呂小学校」が創立。
- 1875年（明治8年）- 「栗並小学校」が創立。
- 1880年（明治13年）- 「麻那古小学校」が創立。
- 1887年（明治20年）2月 - 尋常古場小学校を本校として、各小学校がその分校となる。
- 1889年（明治22年）4月1日 - 町村制施行により、小城郡11村（藤瀬・大野・中原・麻那古・上無津呂・下無津呂・古場・下合瀬・上合瀬・大串・栗並）が合併し、北山村が発足。
- 1892年（明治25年）4月 - 尋常小学校（4年制）として分離・独立。
  - 「大野尋常小学校」
  - 「上無津呂尋常小学校」
  - 「麻那古尋常小学校」
  - 「栗並尋常小学校」
- 1893年（明治26年）- 上記のうち2校（大野・麻那古）が統合の上、「温知尋常小学校」となる。
  - 「温知尋常小学校」
  - 「上無津呂尋常小学校」
  - 「栗並尋常小学校」

北山小学校
- 1901年（明治34年）
  - 4月 - 上記尋常小学校3校（温知・上無津呂・栗並）を統合の上、「北山尋常小学校」（4年制）が設立される。
  - 10月 - 高等科（4年制）を併置の上、「北山尋常高等小学校」に改称。
- 1903年（明治36年）1月 - 中原に校舎を新築。上無津呂分教場を設置。
- 1908年（明治41年）4月 - 改正小学校令により、尋常科（義務教育）が4年制から6年制、高等科が4年制から2年制に改められる。
- 1924年（大正13年）8月 - 火災により、中原の新校舎が全焼。
- 1925年（大正14年）3月 - 木造平屋建ての新校舎2棟が完成。
- 1932年（昭和7年）10月 - 校歌（旧校歌）を制定。作詞は文学博士の高田保馬による。
- 1933年（昭和8年）4月 - 講堂が完成。
- 1941年（昭和16年）4月1日 - 国民学校令施行により、「北山村立北山国民学校」と改称。尋常科を初等科に改める。
- 1947年（昭和22年）4月1日 - 学制改革（六・三制の実施）が行われる。
  - 国民学校初等科（6年制）は新制小学校「北山村立北山小学校」（6年制）に改組・改称。
  - 国民学校高等科（2年制）は青年学校普通科とともに新制中学校「北山村立北山中学校」に改組・改称。小学校に併設される。
- 1948年（昭和23年）9月 - 上無津呂分校を相尾から落合に新築移転。
- 1950年（昭和25年）5月 - 運動場を拡張。
- 1956年（昭和31年）9月30日 - 3村（北山・南山・小関）合併により、佐賀郡富士村が発足。このため、「富士村立北山小学校」に改称。
- 1959年（昭和34年）9月 - 新校歌を制定。作詞は服巻紫浪による。
- 1966年（昭和41年）10月 - 町制施行により、「富士町立北山小学校」に改称。
- 1967年（昭和42年）9月 - 小中共用のプールが完成。
- 1971年（昭和46年）3月 - 新校舎・体育館が完成。
- 1972年（昭和47年）4月5日 - 上無津呂分校を廃止。
  - 最終所在地（上無津呂分校）- 佐賀市富士町大字上無津呂2807番地（現・落合バス停、消防団格納庫付近）
- 1992年（平成4年）7月 - 相撲場が完成。
- 1994年（平成6年）12月 - パソコン教室を設置。
- 1996年（平成8年）4月 - へき地学校一級地に指定される。
- 1998年（平成10年）4月 - 特殊学級を設置。
- 2000年（平成12年）- 創立100周年記念式典を挙行。
- 2005年（平成17年）10月1日 - 佐賀市への編入により、「佐賀市立北山小学校」に改称。
- 2006年（平成18年）- 中学校校舎へ移転。小学校校舎を解体。

北山中学校
- 1947年（昭和22年）
  - 4月1日 - 学制改革により、国民学校高等科が青年学校普通科とともに、新制中学校「北山村立北山中学校」に改組・改称。
  - 5月1日 - 開校。校舎は北山小学校に併設。旧青年学校教室および小学校2室を充てる。7学級、7教室、職員12名。職員室は小学校と合同。
  - 5月3日 - 開校式を挙行。
  - 9月 - 小中の職員室を分離。
- 1948年（昭和23年）3月 - PTAが発足。青年学校が廃止される。
- 1952年（昭和27年）4月 - 北山村立家政学院が併設される。
- 1954年（昭和29年）10月 - 木造新校舎が完成。校旗が寄贈される。
- 1956年（昭和31年）9月30日 - 3村合併により、「富士村立北山中学校」に改称。
- 1957年（昭和32年）
  - 3月31日 - 北山家政学院が閉校。
  - 4月1日 - 佐賀県立佐賀農芸高等学校 富士分校 北山分室が併置される。
- 1959年（昭和34年）
  - 2月 - 校歌を制定。
  - 4月 - 女子の制服を制定。佐賀県立佐賀農芸高等学校 富士分校 北山分室が廃止される。
- 1961年（昭和36年）4月 - 運動場が完成。
- 1963年（昭和38年）
  - 9月 - 国旗掲揚台が完成。
  - 12月 - 体育館が完成。
- 1964年（昭和39年）
  - 1月 - ミルク給食を開始。
  - 10月 - 完全給食を開始。
- 1965年（昭和40年）4月 - 6km以上のバス通学生に対して、8割補助を開始。
- 1966年（昭和41年）10月 - 町制施行により、「富士町立北山中学校」に改称。
- 1967年（昭和42年）4月 - 小中共用のプールが完成。
- 1981年（昭和56年）5月 - テニスコートが完成。
- 1992年（平成4年）3月- パソコンを設置。
- 1998年（平成10年）- 創立50周年記念式典を挙行。
- 2005年（平成17年）10月1日 - 佐賀市への編入により、「佐賀市立北山中学校」に改称。
- 2007年（平成19年）- 小中一貫校新校舎・体育館が完成。中学校校舎を解体。

小中一貫校
- 2008年（平成20年）
  - 4月1日 - 佐賀市立北山小学校と佐賀市立北山中学校を統合の上、「佐賀市立小中一貫校北山校」（現校名）と改称。
  - この年 - 運動場・プールが完成。シンボルマーク・シンボル歌を制定。
- 2010年（平成22年）4月 - へき地学校に準ずる学校（準へき地）に指定される。
- 2013年（平成25年）-  リスモア校との交流を開始。

## 交通
最寄りの幹線道路
- 国道323号

## 周辺
- 佐賀北警察署北山警察官駐在所
- 北山郵便局
- Aコープ北山店
- 大野春日神社
- 正念寺
- 金福寺
- 大野代官所跡
- 神水川
- 神水川中原公園

## 参考資料
- 「富士町史上巻 (PDF) 」（2000年（平成12年3月31日, 富士町）p.755～p.763 明治期の教育 - 佐賀市ウェブサイト
- 「富士町史上巻 (PDF) 」（2000年（平成12年3月31日, 富士町）p.766～p.772 大正・昭和初期の教育 - 佐賀市ウェブサイト
- 「富士町史上巻 (PDF) 」（2000年（平成12年3月31日, 富士町）p.773～p.775 戦時下の教育 - 佐賀市ウェブサイト
- 「富士町史下巻 (PDF) 」（2000年（平成12年3月31日, 富士町）p.264～p.304 教育・文化【現代】- 佐賀市ウェブサイト